# Koninklijk Paleis van El Pardo

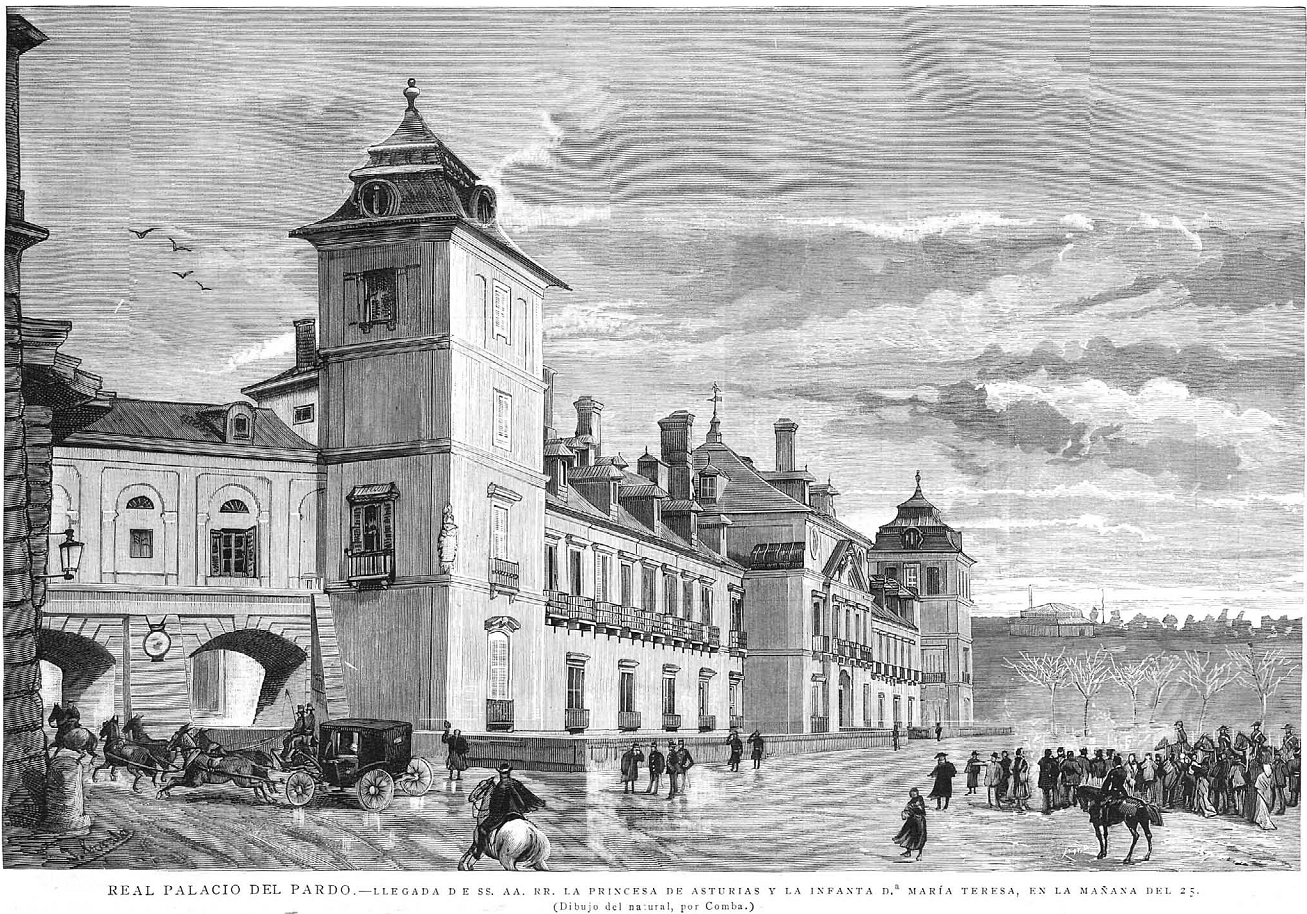
Een tekening van het paleis uit de 19e eeuw

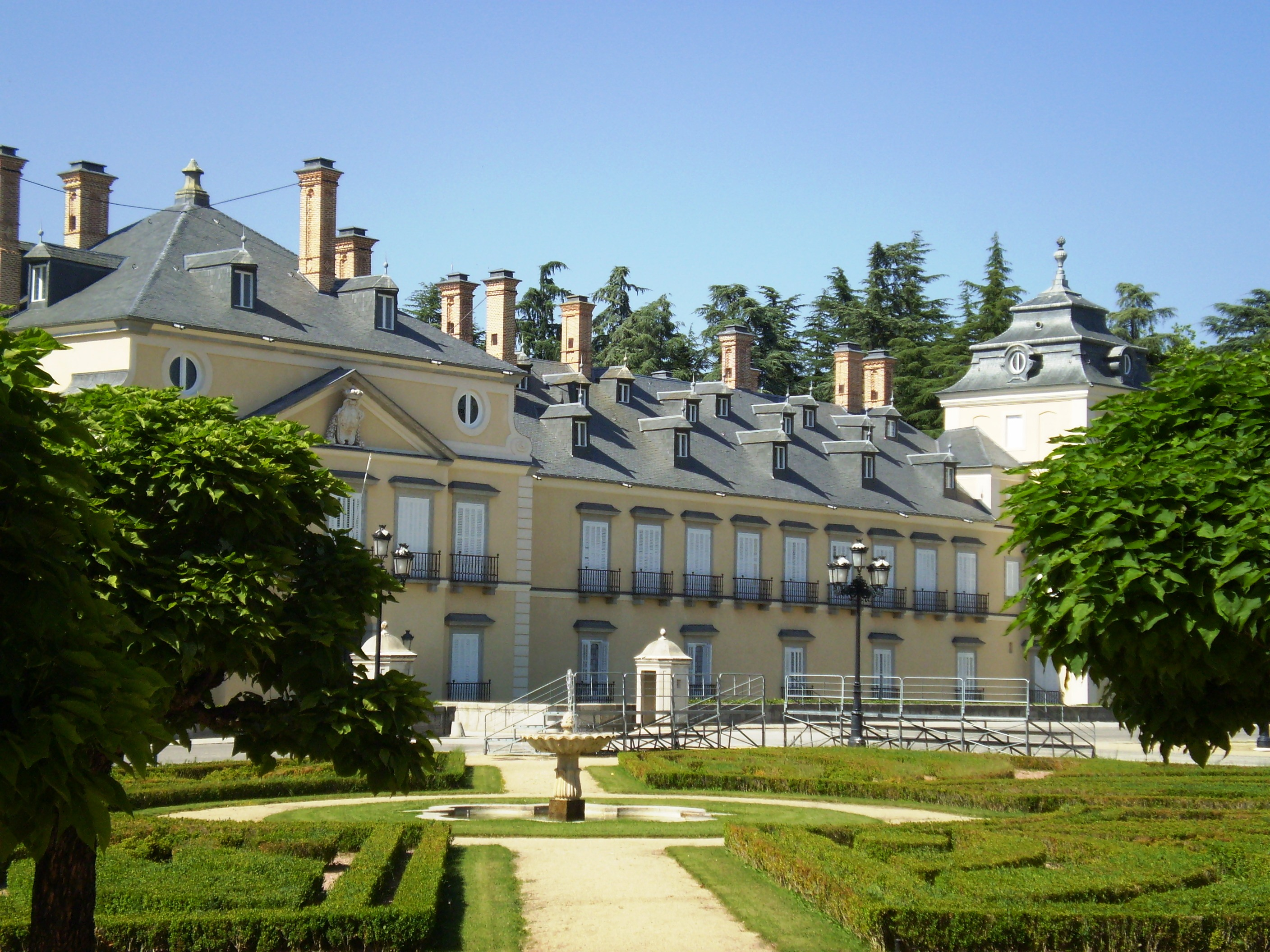
Palacio Real de El Pardo

Palacio Real de El Pardo is een koninklijk paleis in Madrid, Spanje. Het paleis is eigendom van de Spaanse staat en wordt beheerd door het Patrimonio Nacional agentschap. In eerste instantie was het een koninklijk jachtpaviljoen en werd daarna een alternatieve residentie van de Spaanse koningen tot aan de dood van Alfons XII van Spanje, die in 1885 stierf in dit paleis.
In 1406 gaf koning Hendrik III van Castilië de opdracht tot de bouw van het paviljoen, op de berg van El Pardo, vanwege het overvloedige wild.  Later, ten tijde van keizer Karel V (1547), werd het verbouwd tot paleis.  Op 13 maart 1604 vernietigde een brand veel schilderijen waaronder meesterwerken van Titiaan. Karel III van Spanje vernieuwde het gebouw in de 18e eeuw en wees zijn architect, Francesco Sabatini, aan voor de klus. In de 20e eeuw is het gebouw vernieuwd. Het werd verdubbeld door naar het oosten toe het originele gebouw te kopiëren. 
Het interieur bevat een plafondfresco van Gaspar Becerra en schilderijen van Vicenzo Carducho en Cabrera.
Francisco Franco woonde in dit paleis na de Spaanse Burgeroorlog. Sinds Franco's dood wordt het gebruikt als residentie voor bezoekende staatshoofden.